# Bandırma Banvitspor
Bandırma Basketbol İhtisas Kulübü is een basketbalclub opgericht in 1994 te Bandırma, een district van de provincie Balıkesir, Turkije. De clubkleuren zijn groen, oranje en wit, en de thuisbasis van de basketbalclub is de Kara Ali Acar Spor Salonu. De zaal heeft een capaciteit van 3.000 toeschouwers.
Bandırma Banvitspor werd opgericht door vleeswarenfabriek Banvit. Na de oprichting is men vooral bezig geweest met het opbouwen van teams en sportfaciliteiten. Tussen 1998 en 2001 was de club actief in regionale divisies, en in de zomer van 2001 promoveerde Bandırma Banvitspor naar de tweede hoogste basketbaldivisie van Turkije. In het seizoen 2003/04 werd de club kampioen en promoveerde het naar de Türkiye Basketbol Ligi. In 2005 werd de ploeg elfde, in 2006 vierde en in 2007 eindigde Bandırma Basketbol İhtisas Kulübü op de zevende.